# Conselho Nacional de Administração
O Conselho Nacional de Administração (em castelhano:  Consejo Nacional de Administración) foi o órgão de governo do Uruguai que governou junto com o Presidente da República entre 1919 e 1933.

## Características

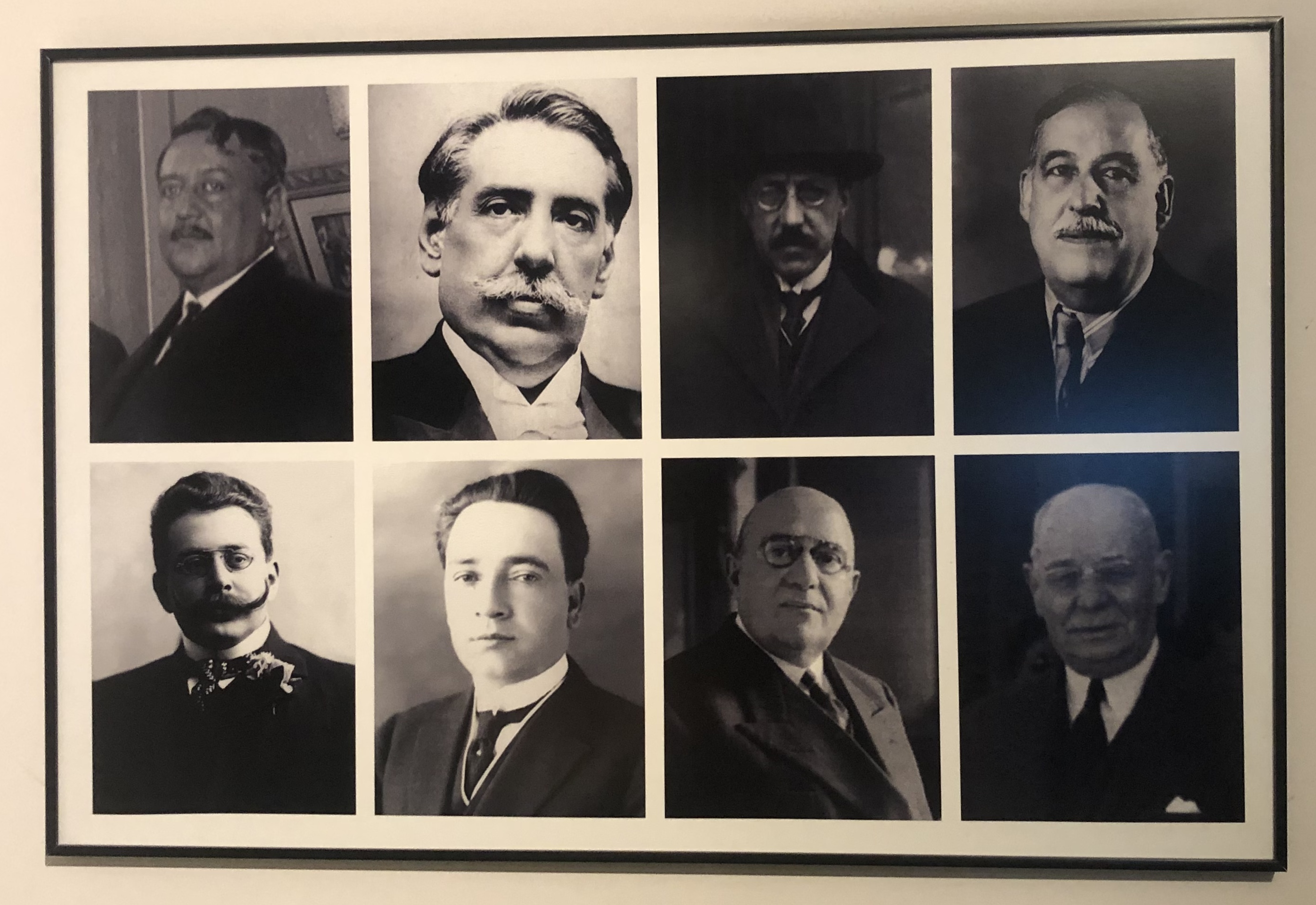
Todos os presidentes do Conselho Nacional de Administração (1919-1933). Do canto superior esquerdo para o canto inferior direito: Feliciano Viera (1919-1921), José Batlle y Ordóñez (1921-1923 e 1927 a 1928), Julio María Sosa (1923-1925), Luis Alberto de Herrera (1925-1927), Luis Caviglia (1927-1928), Baltasar Brum (1929-1931), Juan Pedro Fabini (1931-1933) e Antonio Rubio Pérez (1933).

De acordo com a Constituição de 1918 — aprovada por plebiscito em 25 de novembro de 1917 e em vigor desde 1919 — o Poder Executivo era composto pelo Presidente da República e pelo Conselho Nacional de Administração.
Foi criado graças à reforma constitucional promovida por Baltasar Brum. Foi um acordo entre as duas principais forças políticas do país na época, os colorados e os brancos. A reforma permitiu que os brancos participassem das decisões do governo, dado o monopólio dos colorados nas eleições presidenciais. No entanto, José Batlle y Ordóñez defendia um Poder Executivo totalmente colegiado. A fórmula de compromisso entre Presidente da República e Conselho representou uma derrota para sua ideia original. Alguns afirmam que a reforma pretendia impor um sistema semipresidencialista.[carece de fontes?]

### Integração
O Conselho seria composto por nove membros eleitos por voto popular por seis anos, renovados por terços a cada dois anos, e não poderiam ser reeleitos sem um intervalo de dois anos entre sua eleição e sua saída. O cargo de Presidente do Conselho era ocupado pelo candidato mais votado na eleição bienal. O Conselho Nacional de Administração era responsável por assuntos relacionados à Educação Pública, Obras Públicas, Trabalho, Indústria, Finanças, Previdência Social e Saúde, e preparava o orçamento geral da Nação.
Enquanto o presidente da República era eleito diretamente pelo povo e exercia seu mandato por quatro anos, os membros do Conselho Nacional de Administração cumpriam seu mandato por dois anos, sendo eleitos em eleições parciais diretas realizadas em novembro de cada biênio. Essas eleições ocorreram em 1920, 1922, 1924, 1925, 1926, 1928, 1930 e 1932.
Foi dissolvido, juntamente com a Assembleia Geral, em 31 de março de 1933, após o golpe de Estado liderado pelo Presidente da República Gabriel Terra.

## Presidente do Conselho Nacional de Administração
O Presidente do Conselho Nacional de Administração era o candidato cujo partido recebia o maior número de votos nas eleições nacionais
Suas funções eram puramente administrativas e de governo, com gestão direta dos Ministérios da Educação Pública, Obras Públicas, Trabalho, Indústria, Fazenda, Previdência Social e Saúde.
| Presidentes do Conselho Nacional de Administração | Presidentes do Conselho Nacional de Administração | Presidentes do Conselho Nacional de Administração | Presidentes do Conselho Nacional de Administração | Presidentes do Conselho Nacional de Administração | Presidentes do Conselho Nacional de Administração     | Presidentes do Conselho Nacional de Administração        |
| Titular                                           | Titular                                           | Titular                                           | Período                                           | Período                                           | Presidente da República                               | Presidente da República                                  |
| Titular                                           | Titular                                           | Titular                                           | Início                                            | Fim                                               | Presidente da República                               | Presidente da República                                  |
| ------------------------------------------------- | ------------------------------------------------- | ------------------------------------------------- | ------------------------------------------------- | ------------------------------------------------- | ----------------------------------------------------- | -------------------------------------------------------- |
|                                                   |                                                   | Feliciano Viera                                   | 1º de março de 1919                               | 1º de março de 1921                               |                                                       | Baltasar Brum 1º de março de 1919-1º de março de 1923    |
|                                                   | José Batlle y Ordóñez                             | 1º de março de 1921                               | 1º de março de 1923                               |                                                   |                                                       | Baltasar Brum 1º de março de 1919-1º de março de 1923    |
|                                                   | Julio María Sosa                                  | 1º de março de 1923                               | 1º de março de 1925                               |                                                   | José Serrato 1º de março de 1923-1º de março de 1927  |                                                          |
|                                                   |                                                   | Luis Alberto de Herrera                           | 1º de março de 1925                               | 1º de março de 1927                               | José Serrato 1º de março de 1923-1º de março de 1927  |                                                          |
|                                                   |                                                   | José Batlle y Ordóñez                             | 1º de março de 1927                               | 16 de fevereiro de 1928                           |                                                       | Juan Campisteguy 1º de março de 1927-1º de março de 1931 |
|                                                   | Luis Caviglia                                     | 16 de fevereiro de 1928                           | 1º de março de 1929                               |                                                   |                                                       | Juan Campisteguy 1º de março de 1927-1º de março de 1931 |
|                                                   | Baltasar Brum                                     | 1º de março de 1929                               | 1º de março de 1931                               |                                                   |                                                       | Juan Campisteguy 1º de março de 1927-1º de março de 1931 |
|                                                   | Juan Pedro Fabini                                 | 1º de março de 1931                               | 1º de março de 1933                               |                                                   | Gabriel Terra 1º de março de 1931-11 de junho de 1938 |                                                          |
|                                                   | Antonio Rubio Pérez                               | 1º de março de 1933                               | 31 de março de 1933 Golpe de Estado               |                                                   | Gabriel Terra 1º de março de 1931-11 de junho de 1938 |                                                          |

## Membros do Conselho Nacional de Administração
A primeira integração do Conselho se deu por eleição indireta da Assembleia Geral, com seis colorados e três brancos.
- 1919-1921: Feliciano Viera (presidente), Ricardo Areco, Pedro Cosio, Domingo Arena, Francisco Soca, Santiago Rivas, Alfredo Vásquez Acevedo, Martín C. Martínez e Carlos A. Berro[1]
- 1921: ingressa José Batlle y Ordóñez (presidente), Carlos María Morales, Juan Campisteguy e Alfonso Lamas.
- 1923: ingressam Julio María Sosa (presidente), Atilio Narancio, Pedro Aramendía e Federico Fleurquin.
- 1925: ingressam Luis Alberto de Herrera (presidente), Martín C. Martínez, Gabriel Terra.
- 1927: ingressam José Batlle y Ordóñez (presidente), Luis Caviglia, Arturo Lussich.
- 1928: ingressam Baltasar Brum (presidente), Victoriano Martínez, Ismael Cortinas e Carlos María Sorín[2]
- 1930: ingressam Juan Pedro Fabini, Tomás Berreta e Alfredo García Morales.
- 1932: ingressam Antonio Rubio Pérez, Andrés Martínez Trueba e Gustavo Gallinal.